# Glutoxys elegans
Glutoxys elegans är en tvåvingeart som beskrevs av Aldrich 1929. Glutoxys elegans ingår i släktet Glutoxys och familjen spyflugor. Inga underarter finns listade i Catalogue of Life.